# Philoliche semilivida
Philoliche semilivida är en tvåvingeart som först beskrevs av Jacques-Marie-Frangile Bigot 1891.  Philoliche semilivida ingår i släktet Philoliche och familjen bromsar. Inga underarter finns listade i Catalogue of Life.